# Aloha, Scooby-Doo!
Aloha, Scooby-Doo! és una pel·lícula d'aventures animada estatunidenca de 2005, i la vuitena d'una sèrie de pel·lícules d'animació distribuïdes directament per a vídeo basades en els dibuixos animats d'Scooby-Doo. Va ser produïda i completada l'any 2004 per Warner Bros. Animation i estrenada el 8 de febrer de 2005 a càrrec de Warner Bros. Family Entertainment, tot i que al final presentava un logotip de drets d'autor per a Hanna-Barbera Cartoons. La pel·lícula es va emetre a Cartoon Network el 13 de maig de 2005.
També és l'última interpretació de Ray Bumatai abans de la seva mort l'octubre de 2005. Aquesta pel·lícula i L'Scooby-Doo i la ciberpersecució van ser les primeres pel·lícules d'Scooby-Doo que es van tornar a estrenar en Blu-ray, el 5 d'abril de 2011. S'ha doblat al català.